# Clérieux
Clérieux est une commune française située dans le département de la Drôme en région Auvergne-Rhône-Alpes.

## Géographie

### Localisation
Clérieux est situé à 20 km au nord-est de Valence, 10 km au nord-ouest de Romans-sur-Isère, à 11 km à l'est de Tain-l'Hermitage et à 6 km de Saint-Donat-sur-l'Herbasse. D'aspect encore essentiellement rurale, la commune est cependant rattachée à la communauté d'agglomération Valence Romans Agglo.

### Relief et géologie
Sites particuliers :
- Combe des Houlettes ;
- Combe Géline.

### Hydrographie
La commune est arrosée par les cours d'eau suivants :
- l'Égouté ;
- l'Herbasse ;
- Ravin de la Diablesse.

### Climat
Pour des articles plus généraux, voir Climat d'Auvergne-Rhône-Alpes et Climat de la Drôme.
En 2010, le climat de la commune est de type climat du Bassin du Sud-Ouest, selon une étude du CNRS s'appuyant sur une série de données couvrant la période 1971-2000. En 2020, Météo-France publie une typologie des climats de la France métropolitaine dans laquelle la commune est dans une zone de transition entre le climat de montagne et le climat méditerranéen et est dans la région climatique  Moyenne vallée du Rhône, caractérisée par un bon ensoleillement en été (fraction d’insolation > 60 %), une forte amplitude thermique annuelle (4 à 20 °C), un air sec en toutes saisons, orageux en été, des vents forts (mistral), une pluviométrie élevée en automne (250 à 300 mm). 
Pour la période 1971-2000, la température annuelle moyenne est de 12,3 °C, avec une amplitude thermique annuelle de 17,9 °C. Le cumul annuel moyen de précipitations est de 883 mm, avec 7,7 jours de précipitations en janvier et 5,7 jours en juillet. Pour la période 1991-2020, la température moyenne annuelle observée sur la station météorologique de Météo-France la plus proche, sur la commune de Marsaz à 5 km à vol d'oiseau, est de 12,8 °C et le cumul annuel moyen de précipitations est de 883,4 mm,. Pour l'avenir, les paramètres climatiques de la commune estimés pour 2050 selon différents scénarios d'émission de gaz à effet de serre sont consultables sur un site dédié publié par Météo-France en novembre 2022.

### Voies de communication et transports
Le territoire communal est bordé dans la limite de sa partie méridionale par l'ancienne route nationale 532 déclassée en route départementale RD 532.

## Urbanisme

### Typologie
Au 1er janvier 2024, Clérieux est catégorisée bourg rural, selon la nouvelle grille communale de densité à 7 niveaux définie par l'Insee en 2022.
Elle est située hors unité urbaine. Par ailleurs la commune fait partie de l'aire d'attraction de Valence, dont elle est une commune de la couronne,. Cette aire, qui regroupe 71 communes, est catégorisée dans les aires de 200 000 à moins de 700 000 habitants,.

### Occupation des sols
L'occupation des sols de la commune, telle qu'elle ressort de la base de données européenne d’occupation biophysique des sols Corine Land Cover (CLC), est marquée par l'importance des territoires agricoles (76 % en 2018), en diminution par rapport à 1990 (79,5 %). La répartition détaillée en 2018 est la suivante : 
terres arables (39,6 %), zones agricoles hétérogènes (33,2 %), forêts (14,2 %), zones urbanisées (9,8 %), prairies (1,8 %), cultures permanentes (1,5 %). L'évolution de l’occupation des sols de la commune et de ses infrastructures peut être observée sur les différentes représentations cartographiques du territoire : la carte de Cassini (XVIIIe siècle), la carte d'état-major (1820-1866) et les cartes ou photos aériennes de l'IGN pour la période actuelle (1950 à aujourd'hui).

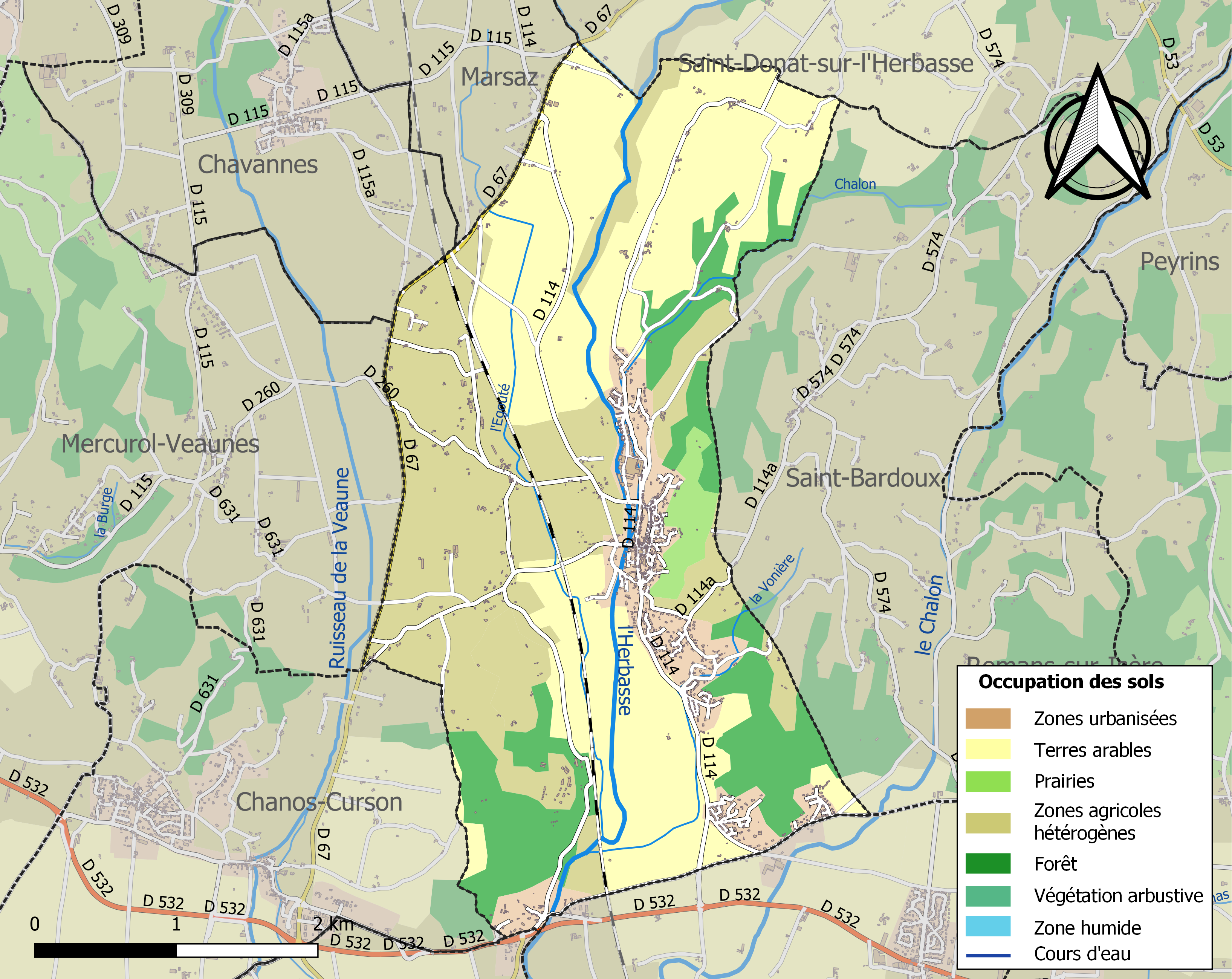
Carte des infrastructures et de l'occupation des sols de la commune en 2018 (CLC).

### Morphologie urbaine

#### Quartiers, hameaux et lieux-dits
Site Géoportail (carte IGN) :
- Bazot
- Bois des Houlettes
- Bois Macle
- Bouvier
- Chalon Mort
- Clerval
- Four Banal
- Gatte-Pan
- la Riveraine
- la Teppe
- la Vonière
- l'Elie
- le Merlet
- les Blaches
- les Clodits
- les Fabriques
- les Foulons
- les Fresses
- les Ganavets
- les Greniers
- les Houlettes
- les Marais
- les Mas
- les Mignots
- les Perrets
- les Petits Théomes
- les Robines
- les Royons
- les Sables
- les Sablières
- les Saviaux
- les Théomes
- les Tuilières
- les Voleyses
- Péaney
- Pont-de-l'Herbasse
- Saint-Jean
- Saint-Michel
- Saint-Reméane
- Serret
- Viretard

## Toponymie

### Attestations
Dictionnaire topographique du département de la Drôme :
- 970 : mention de l'ager de Clérieux : ager Clarensis (cartulaire de Romans, 97).
- 1030 : mention de l'ager de Clérieux : ager Clarense (cartulaire de Romans, 97).
- 1062 : mention de l'ager de Clérieux : ager Clarescensis (cartulaire de Romans, 49).
- 1091 : Clariacus (cartulaire de Romans, 186).
- XIe siècle : villa quam nominant Cleriacum Superiorem, parrochia sancti Andree de Roione (cartulaire de Romans, 225).
- XIe siècle : mention du mandement : mandamentum de Claireu (cartulaire de Romans, 190).
- 1130 : Claireu (cartulaire de Romans, 277).
- 1153 : Clayriacum (de Gallier, Essai sur Clérieu, 26).
- 1191 : Clareu (inventaire des dauphins, 29).
- XIIe siècle : Claureu (cartulaire de Romans, 298).
- XIIe siècle : Cleirieu (cartulaire de Léoncel, 6).
- 1251 : castrum de Clayriaco(inventaire des dauphins, 73).
- 1280 : Clayro et Clayref (inventaire des dauphins, 34 & 56).
- 1283 : mention de la baronnie : baronia Clayriaci (inventaire des dauphins, 39).
- 1284 : mention de la baronnie : baronia terre Clariaci (inventaire des dauphins, 75).
- 1312 : de Clareyo (inventaire des dauphins, 27).
- 1380 : mention de la baronnie : baronia Cleriaci (choix de documents, 196).
- XIVe siècle : mention de la paroisse de Clérieux : capella de Cleyriaco (pouillé de Vienne).
- 1421 : Clariou (A. Duchesne, Comtes de Valentinois, 70).
- 1442 : mention du mandement : mandamentum Cleriaci (choix de documents, 281).
- 1520 : mention de la paroisse de Clérieux : ecclesia Cleriaci (pouillé de Vienne).
- 1705 : Cleyrieux (dénombr. du roy.).
- (non daté) : Clérieux (dict. des postes).
- 1891 : Clérieu, commune du canton de Romans.

Autre source : Clérieux s'est appelé successivement Claria, Clariacum, Cleriacum, Cloregium, puis Clérieu[réf. nécessaire].
non daté[réf. nécessaire] : Clérieux.

## Histoire

### Du Moyen Âge à la Révolution
(Vers 995) : mention de Silvion [de Clérieu].
La seigneurie :
- Dès le Xe siècle, la baronnie de Clérieux appartient à la famille chevaleresque des Clérieu.
- 1336 : elle passe (par héritage) aux comtes de Valentinois.
- 1404 : apanagée par les comtes de Valentinois aux Poitiers-Saint-Vallier.
- 1594 : la baronnie est vendue par les héritiers des Poitiers-Saint-Vallier aux La Croix-Chevrières, derniers seigneurs.

La baronnie de Clérieux correspondait à l'ager de Clérieux. Elle comprenait la commune de son nom, celle de Chanos-Curson et une partie de la commune de Chavannes (qui lui resteront en dernier lieu) ainsi que les communes de Beaumont-Monteux, de Chantemerle, le surplus de la commune de Chavannes, celles de Marsas, du Pont-de-l'Isère, de la Roche-de-Glun et de Veaunes. Elle avait pour arrière-fiefs les seigneuries de Baternay, Claveyson, Croze, Larnage, Margès, Mercurol, Miribel, Montchenu et Mureils.
1308 : Guillaume Graton, seigneur de Clérieux, négocie auprès de Philippe le Bel la paix entre le Dauphiné et la Savoie, avec quelques autres personnages d'importance[réf. nécessaire].
La baronnie est déchirée par les affrontements et les démembrements et perd peu à peu son autonomie.
En 1332, Guillaume de Poitiers, seigneur de Clérieux enlève Bertrand de La Chapelle, archevêque de Vienne. Il devra se repentir publiquement de son méfait après avoir relâché le prélat[réf. nécessaire].
En 1594 (ou 1584-1586), les Poitiers-Saint-Vallier vendent la baronnie de Clérieux à Jean III de la Croix de Chevrières, président perpétuel des États du Dauphiné. Henri IV lui fait don des droits de lods sur la baronnie.
XVIe siècle : le château de Clérieux est démantelé après la condamnation de Jean de Poitiers[réf. nécessaire].
1689 (démographie) : cent chefs de famille.
Avant 1790, Clérieux était une communauté de l'élection et subdélégation de Valence et du bailliage de Saint-Marcellin.

Elle formait deux paroisses du diocèse de Vienne : Clérieux et Saint-Bardoux. La paroisse de Clérieux avait son église sous le vocable de Sainte-Catherine et le chapitre de Romans pour décimateur.

Le mandement de Clérieux comprenait, avec la commune de ce nom, celles de Chanos-Curson, de Chavannes, de Marsas et de Veaunes.

### De la Révolution à nos jours
En 1790, Clérieux devient le chef-lieu d'un canton du district de Romans, comprenant les municipalités de Beaumont-Monteux, Chanos-Curson, Chantemerle, Mercurol et Veaunes; mais la réorganisation de l'an VIII (1799-1800) en fait une simple commune du canton de Romans.
La résidence seigneuriale est détruite pendant la Révolution[réf. nécessaire].
1814 : la commune souffre de l'occupation autrichienne[réf. nécessaire].
1886 (19 juillet) : distraction de la commune de Saint-Bardoux de la commune de Clérieux[réf. nécessaire].
Anatolle de Gallier (1821-1898) a écrit : « le village, autrefois entouré de remparts, dont on aperçoit çà et là quelques vestiges, s'étale au pied de sa vieille église sous le vocable de Notre-Dame »[réf. nécessaire].

## Politique et administration

### Administration municipale
Le nombre d'habitants au dernier recensement étant compris entre 1 500 et 2 499, le nombre de membres du conseil municipal est de 19.
À la suite des élections municipales françaises de 2020, le conseil municipal est composé du maire, de cinq adjoints et de treize conseillers municipaux[source insuffisante].

### Liste des maires
| Période                                                                      | Période                     | Identité                           | Étiquette | Qualité                                             |
| ---------------------------------------------------------------------------- | --------------------------- | ---------------------------------- | --------- | --------------------------------------------------- |
| Les données manquantes sont à compléter. : de la Révolution au Second Empire |                             |                                    |           |                                                     |
| 1790                                                                         | 1792                        | ?                                  |           |                                                     |
| 1792                                                                         | ?                           | Pierre Clot                        |           |                                                     |
| an VIII                                                                      | 1813                        | Gabriel-Paul Benoît                |           | réélu en l'an X et en 1811                          |
| 1813                                                                         | 1816                        | Gabriel-Henri Benoît               |           | réélu en 1815                                       |
| 1816                                                                         | 1821                        | Guillaume Terme                    |           |                                                     |
| 1821                                                                         | 1829                        | Nicolas Perrossier                 |           |                                                     |
| 1829                                                                         | 1830                        | Vincent Mourrat                    |           |                                                     |
| 1830                                                                         | 1843                        | Gabriel-Henri Benoit               |           |                                                     |
| 1843                                                                         | 1846                        | Jacques Seyvon                     |           |                                                     |
| 1846                                                                         | 1850                        | François Juven                     |           | réélu en 1847, puis en 1848 à deux reprises         |
| 1850                                                                         | 1870                        | Jean-Antoine Buissière             |           | réélu en 1851                                       |
| 1870                                                                         | 1871                        | Tiburce Cotte                      |           |                                                     |
| Les données manquantes sont à compléter. : depuis la fin du Second Empire    |                             |                                    |           |                                                     |
| 1871                                                                         | 1874                        | Tiburce Cotte                      |           | maire sortant                                       |
| 1874                                                                         | 1878                        | Tiburce Cotte                      |           | maire sortant                                       |
| 1878                                                                         | 1880                        | Tiburce Cotte                      |           | maire sortant                                       |
| 1880 (élection ?)                                                            | 1884                        | Victor Bousson                     |           |                                                     |
| 1884                                                                         | 1886                        | Tiburce Cotte                      |           |                                                     |
| 1886 (mars) (élection ?)                                                     | 1886 (sept)                 | Baptiste Mourrat                   |           |                                                     |
| 1886 (sept.) (élection ?)                                                    | 1888                        | Victor Bousson                     |           |                                                     |
| 1888                                                                         | 1892                        | Victor Bousson                     |           | maire sortant                                       |
| 1892                                                                         | 1896                        | Victor Bousson                     |           | maire sortant                                       |
| 1896                                                                         | 1900                        | Joseph Mourrat                     |           |                                                     |
| 1900                                                                         | 1904                        | Joseph Mourrat                     |           | maire sortant                                       |
| 1904                                                                         | 1906                        | Joseph Mourrat                     |           | maire sortant                                       |
| 1906 (élection ?)                                                            | 1908                        | Adrien Mottet                      |           |                                                     |
| 1908                                                                         | 1912                        | Adrien Mottet                      |           | maire sortant                                       |
| 1912                                                                         | 1919                        | Adrien Mottet                      |           | maire sortant                                       |
| 1919                                                                         | 1924                        | Alphonse Deleaud                   |           |                                                     |
| 1924 (élection ?)                                                            | 1925                        | Paul Bit                           |           |                                                     |
| 1925                                                                         | 1929                        | Paul Bit                           |           | maire sortant                                       |
| 1929                                                                         | 1930                        | Paul Bit                           |           | maire sortant                                       |
| 1930 (élection ?)                                                            | 1934                        | Alphonse Deleaud                   |           |                                                     |
| 1934 (élection ?)                                                            | 1935                        | Émile Peyrouse                     |           |                                                     |
| 1935                                                                         | 1945                        | Ernest Vigne                       |           |                                                     |
| 1945                                                                         | 1947                        | Ernest Vigne                       |           | maire sortant                                       |
| 1947                                                                         | 1953                        | Ernest Vigne                       |           | maire sortant                                       |
| 1953                                                                         | 1954                        | Thérèse Vossier                    |           |                                                     |
| 1954 (élection ?)                                                            | 1959                        | Louis Blachon                      |           |                                                     |
| 1959                                                                         | 1965                        | Louis Blachon                      |           | maire sortant                                       |
| 1965                                                                         | 1971                        | ?                                  |           |                                                     |
| 1971                                                                         | 1977                        | ?                                  |           |                                                     |
| 1977                                                                         | 1983                        | Jean-Pierre Viret                  |           |                                                     |
| 1983                                                                         | 1989                        | Jean-Pierre Viret                  |           | maire sortant                                       |
| 1989                                                                         | 1995                        | Albert Chevrol                     |           |                                                     |
| 1995                                                                         | 2001                        | René Blanc                         |           |                                                     |
| 2001                                                                         | 2008                        | Fabrice Larue                      | DVD       | cadre                                               |
| 2008                                                                         | 2014                        | Fabrice Larue                      |           | maire sortant                                       |
| 2014                                                                         | 2020                        | Fabrice Larue                      |           | maire sortant                                       |
| 2020                                                                         | En cours (au 21 avril 2021) | Fabrice Larue[source insuffisante] | DVD       | maire sortant, conseiller départemental depuis 2021 |

## Population et société

### Démographie
L'évolution du nombre d'habitants est connue à travers les recensements de la population effectués dans la commune depuis 1793. Pour les communes de moins de 10 000 habitants, une enquête de recensement portant sur toute la population est réalisée tous les cinq ans, les populations de référence des années intermédiaires étant quant à elles estimées par interpolation ou extrapolation. Pour la commune, le premier recensement exhaustif entrant dans le cadre du nouveau dispositif a été réalisé en 2007.

En 2022, la commune comptait 1 952 habitants, en évolution de −3,32 % par rapport à 2016 (Drôme : +2,64 %, France hors Mayotte : +2,11 %).
| 1793  | 1800  | 1806  | 1821  | 1831  | 1836  | 1841  | 1846  | 1851  |
| ----- | ----- | ----- | ----- | ----- | ----- | ----- | ----- | ----- |
| 1 227 | 1 476 | 1 476 | 1 360 | 1 678 | 1 768 | 1 860 | 1 733 | 1 791 |

| 1856  | 1861  | 1866  | 1872  | 1876  | 1881  | 1886  | 1891  | 1896  |
| ----- | ----- | ----- | ----- | ----- | ----- | ----- | ----- | ----- |
| 1 820 | 1 824 | 1 870 | 1 890 | 1 871 | 1 773 | 1 217 | 1 329 | 1 215 |

| 1901  | 1906  | 1911  | 1921 | 1926  | 1931  | 1936  | 1946  | 1954  |
| ----- | ----- | ----- | ---- | ----- | ----- | ----- | ----- | ----- |
| 1 209 | 1 217 | 1 164 | 941  | 1 069 | 1 028 | 1 099 | 1 062 | 1 214 |

| 1962  | 1968  | 1975  | 1982  | 1990  | 1999  | 2006  | 2007  | 2012  |
| ----- | ----- | ----- | ----- | ----- | ----- | ----- | ----- | ----- |
| 1 404 | 1 326 | 1 273 | 1 354 | 1 605 | 1 833 | 1 996 | 2 017 | 2 033 |

| 2017  | 2022  | - | - | - | - | - | - | - |
| ----- | ----- | - | - | - | - | - | - | - |
| 2 017 | 1 952 | - | - | - | - | - | - | - |

### Enseignement
La commune est rattachée à l'académie de Grenoble et compte trois établissements scolaires :
- École maternelle publique Georges Brassens[22].
- École primaire publique Georges Brassens[22].
- École primaire privée mixte du Sacré Cœur[22].

### Santé
- Une pharmacie[réf. nécessaire].

### Manifestations culturelles et festivités
- Fête : le quatrième dimanche d'avril[23].

### Médias
La population de la commune se situe dans l'aire de diffusion de plusieurs médias :
- Presse écrite
  - Le Dauphiné libéré, quotidien régional
  - L'Agriculture Drômoise, journal d'informations agricoles et rurales, couvre l'ensemble du département de la Drôme.
  - Drôme Hebdo (ancien Peuple Libre), hebdomadaire chrétien d'informations.
- Presse audio-visuelle
  - Ici Drôme Ardèche est une radio publique diffusée sur son territoire.

### Cultes
La communauté catholique et l'église paroissiale (propriété de la commune) sont rattachées à la paroisse Notre Dame des Collines de l’Herbasse, elle-même relevant du diocèse de Valence.

## Économie

### Agriculture
En 1992 : céréales, vignes, vergers, bovins, caprins.
Liste sans intérêt et sans sources

### Industries
- ESAL Biscuiterie : fabrication de cornets à glace[réf. nécessaire].

## Culture locale et patrimoine

### Lieux et monuments
- Restes de fortifications autour du vieux village[23].
- Maison forte avec pigeonnier[23].
- Fontaine[23].
- Église Sainte-Catherine de Clérieux de style gothique : clocher du XIXe siècle[23].

### Patrimoine naturel
- Grottes[1].

### Personnalités liées à la commune
- Famille de Clérieu
- Maison de Poitiers-Valentinois
- Famille de la Croix de Chevrières
- Henri Bossanne (né le 5 janvier 1851 à Clérieux, mort le 5 octobre 1916) : tout d'abord sculpteur-décorateur puis postier à Lalouvesc (Ardèche) où il commence sa carrière de poète-écrivain puis d'éditeur.

Il est récompensé en 1886 et 1890 aux « Jeux floraux ». Ses œuvres : Mademoiselle Rondecuir (roman), Le Franc-Maçon, La Plainte du paria, Fleurs sauvages, Les Éphémérides, Le Peuple (poésies).
En 1898 il fonde la revue Les Annales gauloises à Annonay puis il se lance dans l'édition et l'imprimerie à Paris et Besançon[réf. nécessaire].

### Héraldique, logotype et devise
|  | Clérieux possède des armoiries dont l'origine et le blasonnement exact ne sont pas disponibles. |